# Edoni
Edoni (starogrško Ἠδωνιοί, latinizirano: Idonioí) so bili tračansko ljudstvo, naseljeno večinoma med rekama Nestus (Mesta, Bolgarija) in Strimon (Struma, Bolgarija) v južni Trakiji. Pred tem so bili  naseljeni tudi zahodno od Strimona vsaj do  Aksiosa (Vardar, Severna Makedonija, Grčija) ter v Migdoniji, preden so jih od tam pregnali Makedonci. Po izgonu so se naselili v pokrajini Edonis, ki je po njih dobila ime. V klasični dobi so imeli več mest,  vključno z Draviskosom in Mirkinosom v sedanji grški Vzhodni Makedoniji.

## Zgodovina
Strateško pomembno atensko kolonijo Ennea Hodoi (Devet poti, kasneje Amfipolis) so zavzeli Edoni kmalu potem, ko je bilo perzijsko Ahemenidsko cesarstvo pregnano s tega območja.  32 let pozneje so skupaj z bližnjimi Tračani odbili obsežno invazijo Joncev pod vodstvom Aten. Atenci in njihovi zavezniki so prodrli daleč navzgor po dolini reke Angiste proti Drabesku, potem pa so jih odrezali od zaledje in popolnoma uničili. Na pohodu  so izgubili 10.000 mož. Atene so tik pred peloponeško vojno Edonom odvzele nadzor nad Amfipolisom. Po prošpatranskem državnem udaru je špartanski častnik Brasidas  osvobodil mesto in Edoni so postali njegovi zavezniki. Med napadom atenskega politika Kleona so večino Brasidasove branilske vojske sestavljali ravno Edoni.

## Mitologija
Edon je bil mitski prednik Edonov.
Drijasov sin Likurg je bil mitski kralj Edonov, ki je Dioniza pregnal v izgnanstvo na Kiklade, vendar so ga na koncu strmoglavili in ubili njegovi lastni ljudje. Konflikt se je začel z Likurgovim nasprotovanjem pitju vina ali čaščenju novega boga Bakha (Dioniza). Po eni različici zgodbe so ga Edoni Likurga zaprli na gorovju Pangej, nato pa so ga na Dionizov ukaz razčetverili s konji. Edoni so sloveli po svojem razvratnem čaščenju Bakha. V latinskih pesnitvah je izraz Edonis označeval žensko udeleženko bakanalij. Peresadi, predhodniki Bardilske dinastije, ki je vladala Dardancem, so bili najverjetneje Edoni. 